# Malou Hansson
Malou Hansson, (Järfälla, Uplândia, Suécia, 1983) é uma modelo e atriz sueca eleita Miss Suécia 2002 e representando seu país no concurso Miss Universo, onde não ficou entre as 10 primeiras. Foi a primeira mulher negra a ganhar o concurso de Miss Suécia. No entanto ela não foi a primeira negra a concorrer ao prêmio. Outras também participaram, como  Jessica Folcker em 2003 e Ida Sofia Manneh em 2001.

## Carreira no cinema
Após o termino de seu reinado Hansson apareceu em pequenos papéis de filmes suecos, entre eles Stockholm Boogie (2005), Blodsbröder (2005), e Sökarna - Återkomsten (2006). Em 2007 apareceu pela primeira vez em um papel principal no filme sueco Gangster.